# Castilian
Pour l’article ayant un titre homophone, voir Castillan.
Le castilian est une race de petit cheval originaire de la région de Castille en Espagne. Il possède des allures supplémentaires et était réputé comme palefroi au Moyen Âge.